# Parc national de Lofotodden
Le parc national de Lofotodden (en norvégien Lofotodden nasjonalpark) est situé non loin du cercle polaire arctique sur l'île de Moskenesøya dans l'archipel des Lofoten, qui appartient administrativement à la région norvégienne du Nordland. Le parc national, qui couvre le territoire de deux municipalités - Moskenes et Flakstad, a été proclamé en 2018 comme quarantième parc national de Norvège (sans compter les sept autres parcs nationaux de la région du Svalbard),. Le parc, d'une superficie de 99 km², a été inauguré un an plus tard, en juin 2019.

## Géographie

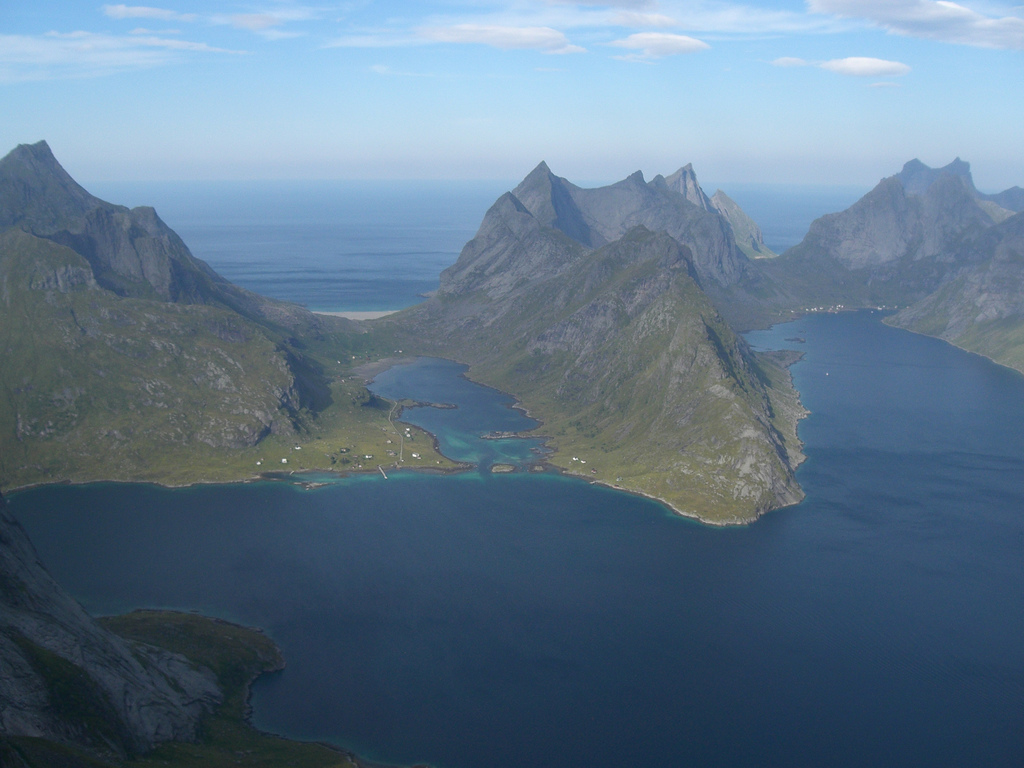
Sommets montagneux au nord-ouest de Kjerkfjorden

Le parc national s'étend sur environ 36 km à vol d'oiseau depuis les îlots à l'extrémité nord de l'île de Moskenesøy jusqu'aux îles au large de la côte sud-ouest. La zone protégée se compose principalement d'une chaîne de montagnes avec des pics escarpés au large de la côte ouest accidentée de l'île - à l'exception de la partie sud de Moskenes, qui fait partie du parc national. Le parc national comprend essentiellement la partie sud de la chaîne de montagnes longue de 160 km, appelée Lofotenveggen (traduit du norvégien « mur des Lofoten »).
Le massif déchiqueté est constitué de roches volcaniques et de granite,. Le point culminant du parc national est la montagne Hermannsdalstinden (1029 m d'altitude), le plus haut sommet de l'île Moskenesøy. Il existe un certain nombre d'autres sommets importants dans le parc national, dont l'altitude varie de 500 à 940 mètres. Sur une superficie totale de 99 km², 13 km² tombent sur les baies et les fjords locaux, dont certaines îles plus petites. La réserve naturelle de Lofotodden, située à la pointe sud-ouest de l'île de Moskenesøy et comprenant l'île de Sørholmen et d'autres îlots plus petits, qui sont d'importants lieux de nidification d'oiseaux de mer, fait également partie du parc national.

## Protection
Le nom du parc national a été tiré du nom de la zone historique de Lofotodden sur l'île de Moskenesøy. Le but de la création du parc national de Lofotodden est de préserver les valeurs naturelles, culturelles et historiques du paysage, peu affectées par l'intervention humaine. La zone du parc comprend des écosystèmes importants et diversifiés, tels que des forêts de gravats, des tourbières, des falaises côtières et des dunes de sable. Certaines espèces animales en voie de disparition vivent également ici. Parmi les oiseaux marins, on trouve par exemple le guillemot à miroir, le cormoran huppé et certaines espèces de goélands. Le territoire du parc national est également important pour diverses espèces de plantes et de champignons.

## Accès
Le terrain rocheux de l'aire protégée est très accidenté et difficile d'accès par endroits, mais il existe de nombreux sentiers et quelques traversées de la chaîne de montagnes. Ces circuits incluent, par exemple, la traversée de Vinstad à la côte ouest sablonneuse de Bunesstrand ou la route du village de Å le long de la rive sud du lac Ågvatnet et sur une crête escarpée vers le lac Stokkvikvatnet et la baie de Stokkvika. Cependant, la baie de Stokkvika avec la vallée adjacente est exclue du parc national à cause de son histoire spécifique : cette étroite vallée d'environ 2 km de long était autrefois habitée, comme en témoignent des archives de 1634. Pendant la Seconde Guerre mondiale, il y avait un entrepôt de matériel et entre 1952 et 1963, le ministère norvégien de la Défense a utilisé le site comme champ de tir militaire.

### Alpinisme
Le point de départ de l'ascension vers Hermannsdalstinden est la cabane Munkebu à l'intérieur des terres, à environ 6,5 km à l'ouest du port de pêche de Reine, le centre administratif de Moskenes. Le trajet jusqu'au sommet et retour prend environ six à huit heures. Les montagnes et les massifs rocheux du parc national sont des destinations d'escalade populaires.

## Galerie

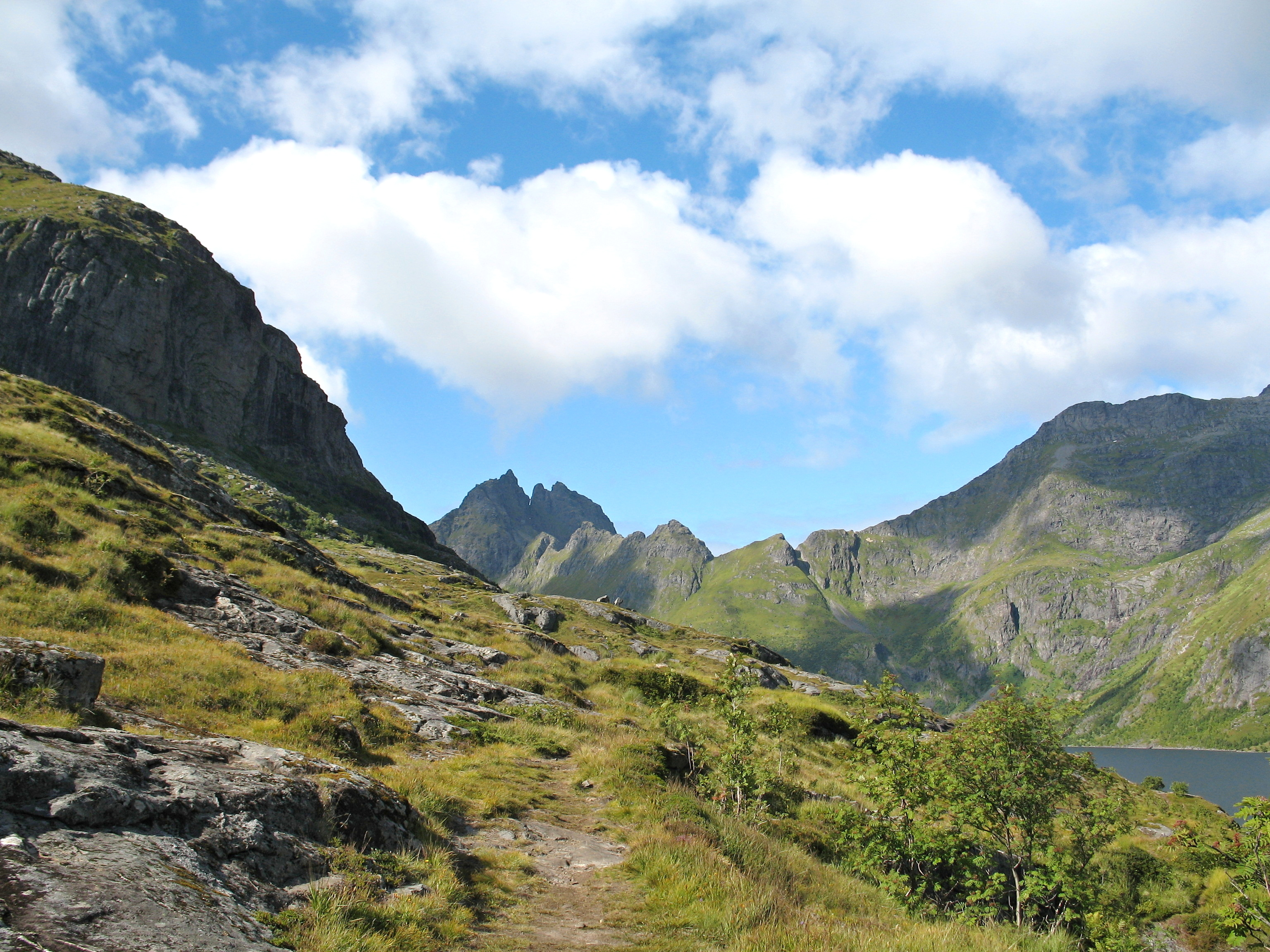
Route du village d'Å au parc national de Lofotodden le long du lac Ågvatnet
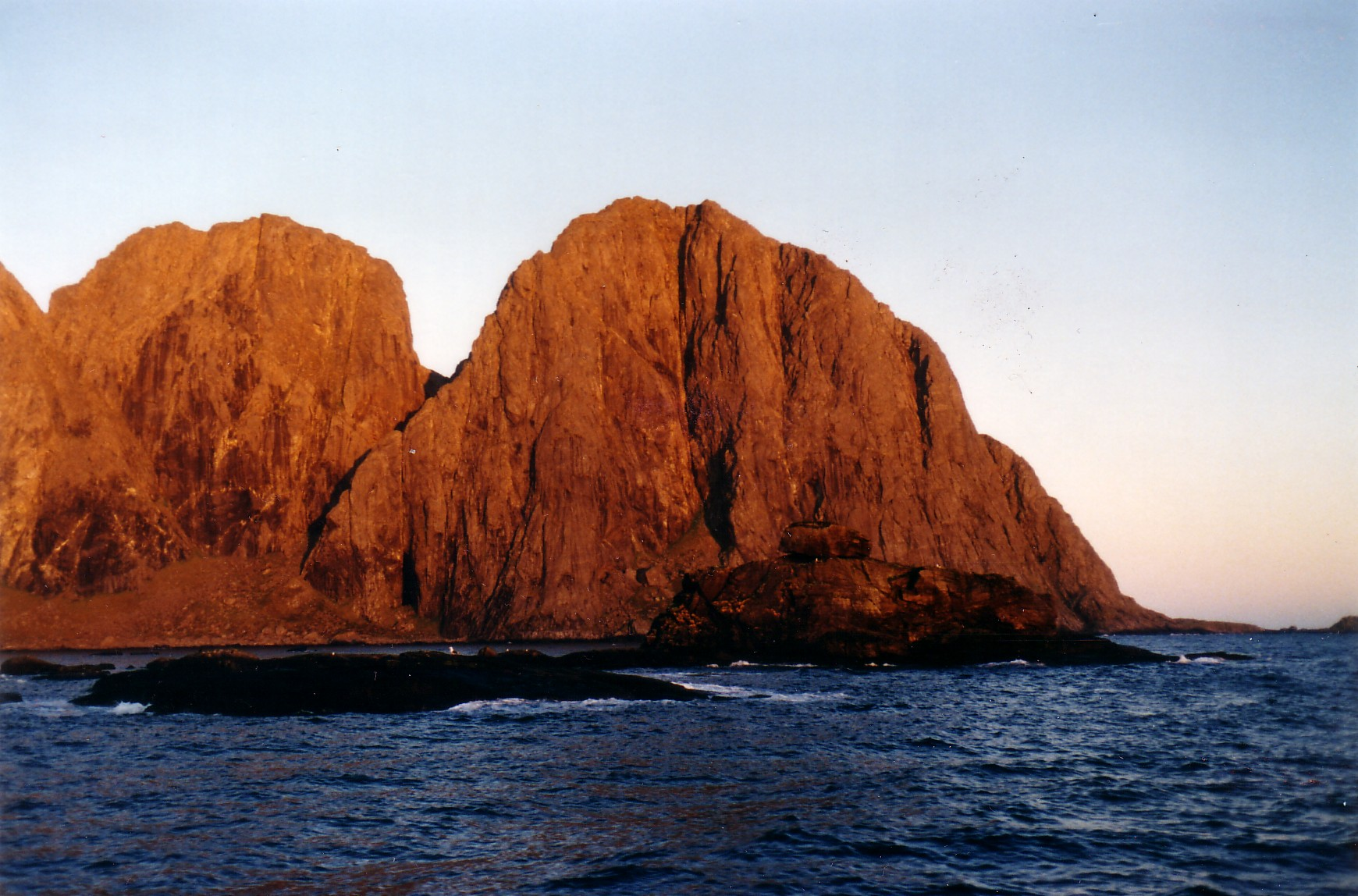
Sud-ouest de l'île de Moskenesøya avec la grotte de Kollhellaren
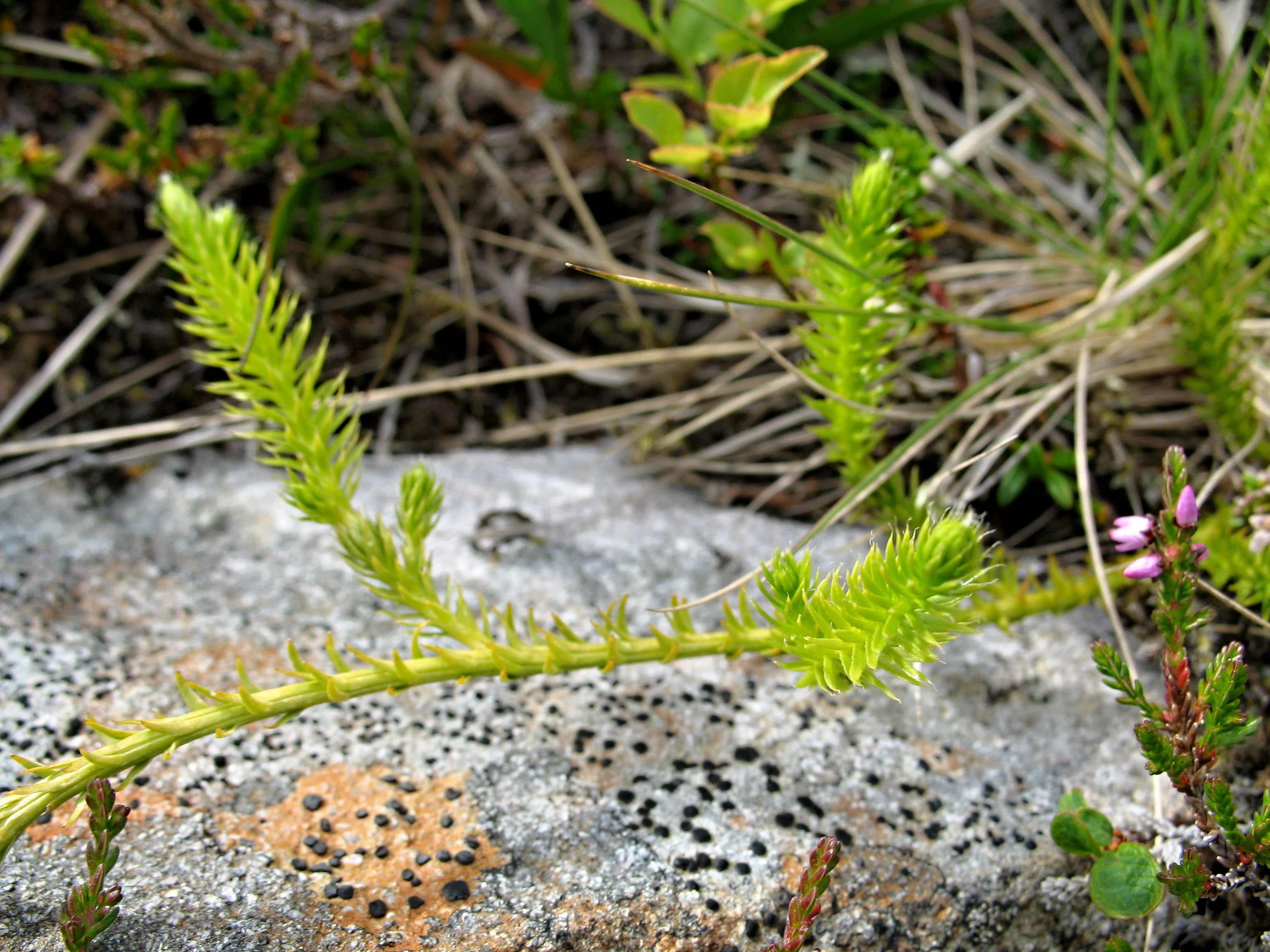
Plavuň dans la végétation sur la rive ouest du lac Ågvatnet
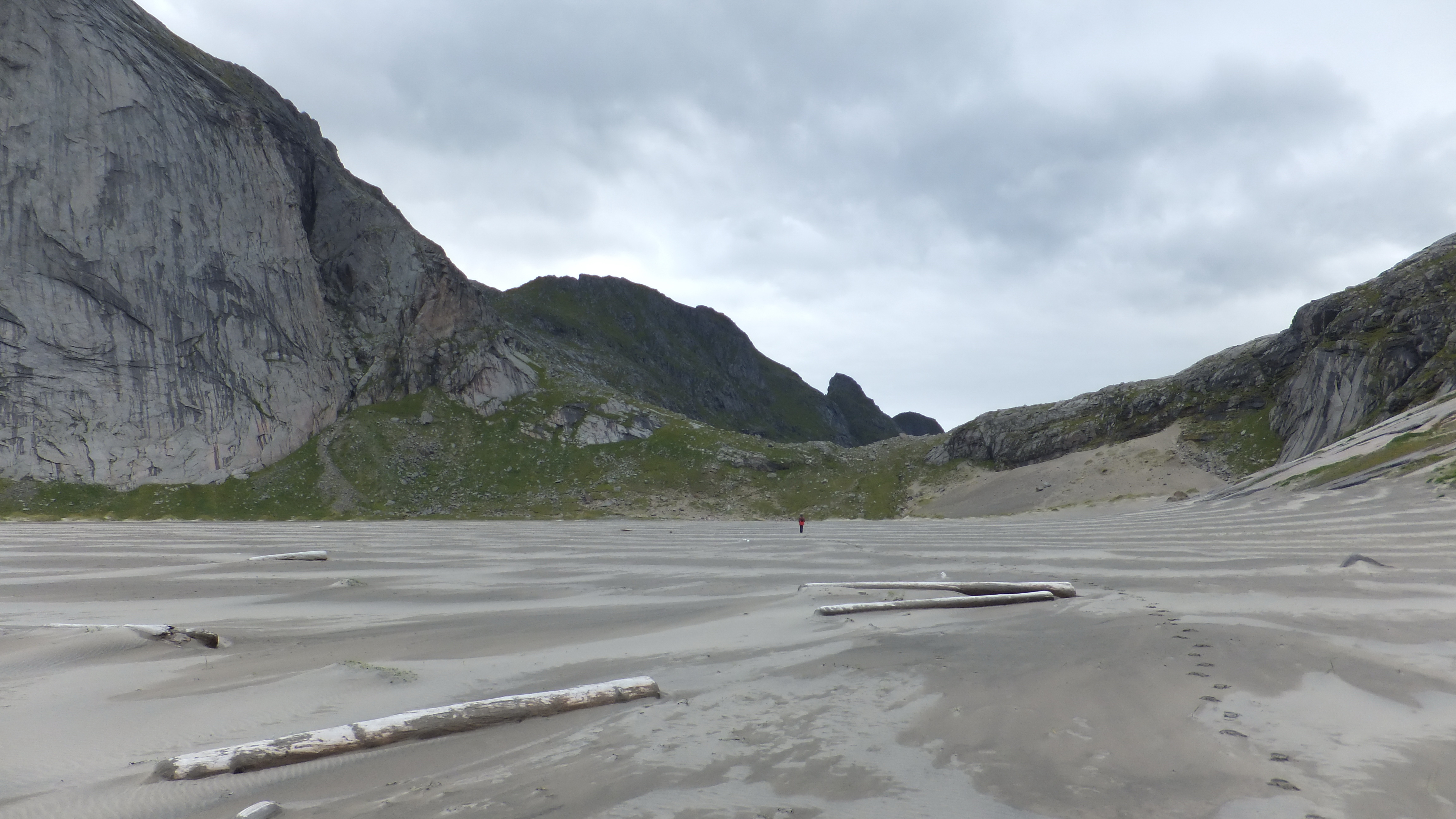
Sables de Bunesstrand sur la côte ouest de l'île de Moskenes
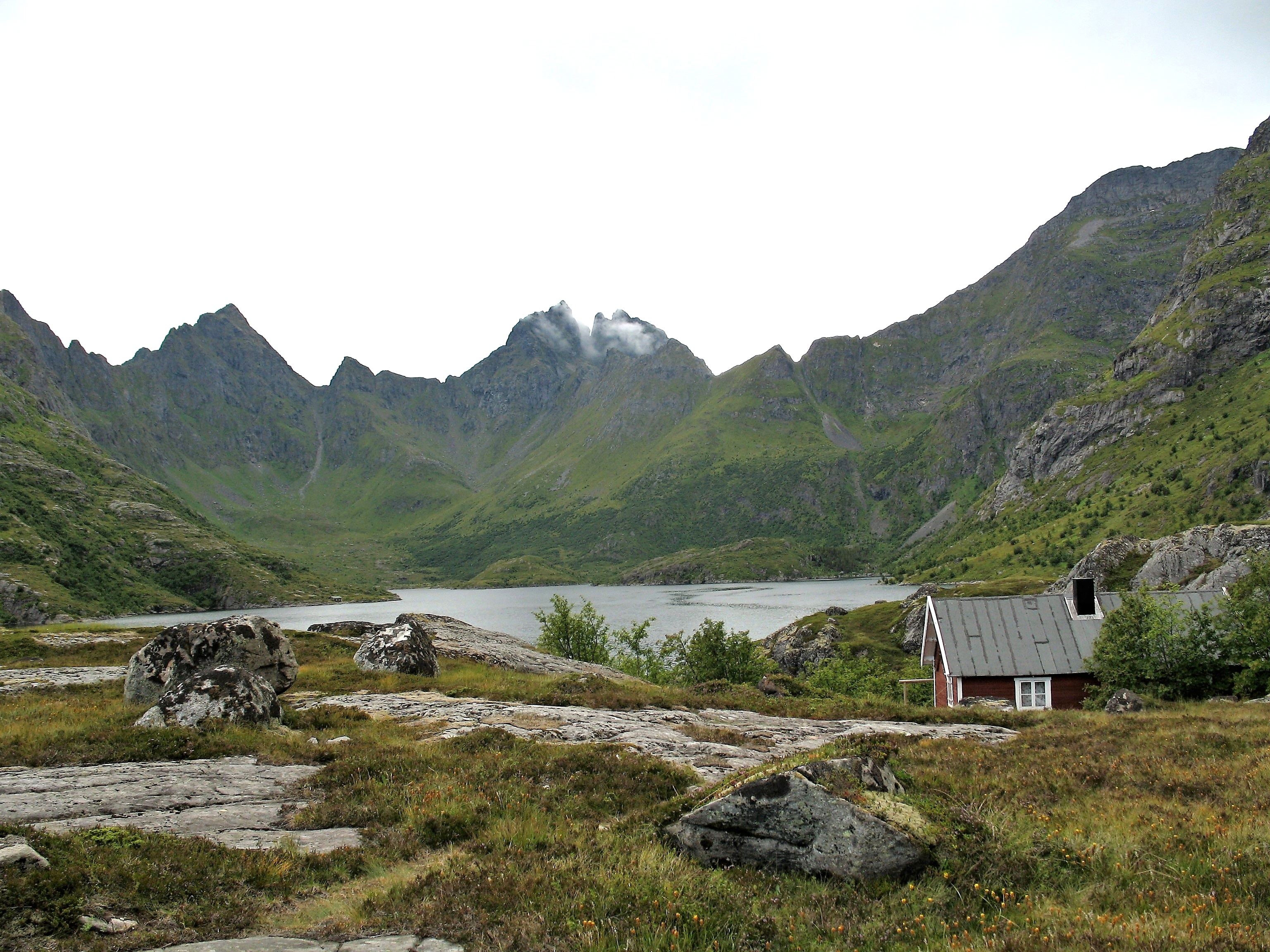
Vue sur la rive ouest du lac Ågvatnet avec les sommets de Mannen et Gjerdtindal